# Torsten Brunsson (Forstenasläkten)
Torsten Brunsson (Forstenasläkten), född 1462, död efter 1545, var en svensk lagman och häradshövding.
Han var häradshövding i Skånings härad 1523 och i slottsloven på Älvsborgs fästning 1524. Han var lagman i Värmlands lagsaga från 1529 till 1538.
Han innehade genom giftermål Forstena i Tunhems socken.